# Joop Campioni
Marie Johannes Jacobus ("Joop") Campioni (Roermond, 4 augustus 1901 – Amstelveen, 4 januari 1962) was een Nederlandse voetballer, handelaar in Nederlands-Indië en tijdens de Tweede Wereldoorlog dwangarbeider aan de Birmaspoorlijn. 
Campioni speelde voor HVV in Den Haag en kwam in 1921 tweemaal uit voor het Nederlands Elftal. Hij debuteerde op 28 maart 1921 voor het Nederlands Elftal in Amsterdam in de wedstrijd tegen Zwitserland welke werd gewonnen met 2-0. Bij zijn debuut had Campioni de jonge leeftijd van 19 jaar en 234 dagen, toentertijd eerder regel dan uitzondering. Geen record, want hij was hiermee pas vierde na Jan van Breda Kolff, Dé Kessler (beiden eveneens van HVV), Mannes Francken en Piet van der Wolk. Zijn tweede wedstrijd speelde hij op 8 mei 1921 tegen Italië eveneens in Amsterdam, uitslag 2-2.
Hij studeerde in 1926 af in de rechten aan de Rijksuniversiteit Leiden en ging vervolgens naar Nederlands-Indië waar hij zich in Soerabaja vestigde en werkzaam was als handelaar. Campioni huwde op 9 december 1931 met Margarethe Bertha Emma Liebenschutz met wie hij een dochter en een zoon kreeg. Tijdens de Tweede Wereldoorlog werd Campioni in 1942 als toegevoegd eerste luitenant in het KNIL in Bandoeng gevangen genomen door de Japanse bezetter en geïnterneerd. Hij werd tewerkgesteld aan de Birmaspoorweg en in Bangkok bevrijd. Campioni was in 1948 agent van de firma Maclaine Watson & Co in Soerabaja. In 1951 zat Campioni in het bestuur van de Nederlandsche Handel-Maatschappij. Campioni overleed in januari 1962 op 60-jarige leeftijd en werd gecremeerd op Westerveld in Driehuis.

## Familie
- Joop Campioni was een zoon van kapitein M.J.J.B.H. Campioni, drager van de Militaire Willemsorde 4e klasse, die op 6 april 1904 in Nederlands Indië bij Seumagan in Atjeh het leven liet na een klewangaanval op zijn compagnie door opstandige troepen. Dit haalde de landelijke dagbladen. (bron: Sumatra Post 6-4-1904)
- Zijn broer Emile Charles (Miel) Campioni (1902–1987) voetbalde ook voor HVV en ging ook naar Nederlands-Indië.

## Weblinks
- Joop Campioni op de Website van Ons Oranje